# Universitat del Bòsfor
La Universitat del Bòsfor (en turc: Boğaziçi Universitesi) és una de les universitats més reconegudes de Turquia, localitzada al costat europeu de l'estret del Bòsfor, a Istanbul. Compta amb quatre facultats i dues escoles que ofereixen programes de pregrau i sis instituts per a programes de postgrau. La llengua d'ensenyament és l'anglès. Segons el World University Rànquings 2018, és la quarta universitat turca.
Fundada el 1863 amb el nom de Robert College, és una de les primeres institucions americanes fundada fora dels Estats Units. Sota el sistema administratiu turc actual conserva fortes llaços amb el sistema acadèmic americà.
Compta amb sis campus principals (Sud, Nord, Hisar, Uçaksavar, Kilyos-Saritepe and Kandilli) amb una àrea total d'1.680.042 m².

## Alumnes destacats
- Gülse Birsel – autora, llibretista, actriu i periodista
- Nuri Bilge Ceylan – Director de cinema
- Tansu Çiller – Ex primera ministra
- Ahmet Davutoğlu – Ex primer ministre
- Cem Yılmaz – actor i comediant
- Karl von Terzaghi – Enginyer civil
- Engin Arık – Professor de física
- Lale Aytaman - Primera governadora de Turquia